# Chrzanów Czwarty
Chrzanów Czwarty – część wsi Chrzanów w Polsce, położona w województwie lubelskim, w powiecie janowskim, w gminie Chrzanów.
Jest to najludniejsza część Chrzanowa. Mieści się tu urząd gminy.
Stanowi północno-zachodnią część wsi Chrzanów, a zarazem (wraz z Chrzanowem Trzecim) część zniesionej wsi Chrzanów Ordynacki. Po II wojnie światowej stanowił odrębną gromadę o nazwie Chrzanów cz. IV w gminie Chrzanów.
W latach 1954–1972 w gromadzie Chrzanów (odłączywszy od niego przysiółek Dalekowice), od 1973 ponownie w gminie Chrzanów, gdzie początkowo stanowił odrębne sołectwo o nazwie Chrzanów Czwarty; оbecnie wchodzi w skład sołectwa Chrzanów.
W latach 1977–1982 przejściowo w gminie Dzwola w związku ze zniesieniem gminy Chrzanów. W latach 1975−1998 miejscowość administracyjnie należała do województwa tarnobrzeskiego.